# قائمة الأفلام المصرية سنة 2000
هذه قائمة بالأفلام المصرية لعام 2000 مرتبة أبجديا:

## 2000
| اسم الفيلم             | إخراج          | بطولة                                                              | ملاحظات |
| ---------------------- | -------------- | ------------------------------------------------------------------ | --- |
| أبناء الشيطان          | إبراهيم عفيفي  | حسين فهمي - فاروق الفيشاوي - عبير صبري                             | |
| الأبواب المغلقة        | عاطف حتاتة     | محمود حميدة - سوسن بدر - أحمد عزمي                                 | |
| الأجندة الحمراء        | علي رجب        | طارق علام - عزت أبو عوف                                            | |
| الحب الأول             | حامد سعيد      | مصطفى قمر - منى زكي - حنان ترك - هاني رمزي - طارق لطفي             | |
| الشرف                  | محمد شعبان     | فاروق الفيشاوي - جيهان فاضل                                        | |
| الكاشي ماشي            | طارق النهري    | نرمين الفقي                                                        | |
| الكلام في الممنوع      | عمر عبد العزيز | نور الشريف - ماجدة زكي - ماجد المصري                               | |
| المدينة                | يسرى نصر الله  | محمد نجاتي - باسم سمرة - بسمة - عبلة كامل                          | |
| الناظر                 | شريف عرفة      | علاء ولي الدين - حسن حسني - أحمد حلمي - هشام سليم - محمد سعد       | |
| النمس                  | علي عبد الخالق | محمود عبد العزيز - نهلة سلامة                                      | |
| الوردة الحمراء         | إيناس الدغيدي  | يسرا - أحمد رمزي - مصطفى فهمي                                      | |
| امرأة تحت المراقبة     | أشرف فهمي      | نبيلة عبيد                                                         | |
| بليه ودماغه العالية    | نادر جلال      | محمد هنيدي - غادة عادل - سعيد صالح                                 | |
| بونو بونو              | علي عبد الخالق | نادية الجندي - ياسر جلال                                           | |
| تحت الربع بجنيه وربع   | إسماعيل جمال   | الشحات مبروك                                                       | |
| جنة الشياطين           | أسامة فوزي     | محمود حميدة - كارولين خليل - عمرو واكد                             | |
| جنون الحياة            |                | إلهام شاهين - كريم عبد العزيز - ياسمين عبد العزيز                  | |
| رجل له ماضي            | أحمد يحيى      | كمال الشناوي - ليلى علوي - فاروق الفيشاوي                          | |
| زنقة الستات            | علاء كريم      | فيفي عبده - ماجد المصري                                            | |
| شجيع السيما            | علي رجب        | أحمد آدم - ياسر جلال - عبير صبري                                   | |
| شورت وفانلة وكاب       | سعيد حامد      | أحمد السقا - نور - سامي العدل - شريف منير - أحمد عيد - داليا مصطفى | الفيلم فاز بخمس جوائز في مهرجان القاهرة السينمائي منها جائزة أحسن مخرج لـ سعيد حامد وأحسن ممثل لـ أحمد السقا |
| عليه العوض             | علي عبد الخالق | إلهام شاهين - فاروق الفيشاوي                                       | |
| عمر 2000               | أحمد عاطف      | خالد النبوي - أحمد حلمي - منى زكي                                  | |
| فرقة بنات وبس          | شريف شعبان     | هاني رمزي - ماجد المصري - أميرة فتحي                               | |
| فل الفل                | مدحت السباعي   | سعيد صالح - عبد العزيز مخيون - نرمين الفقي                         | |
| فيلم ثقافي             | محمد أمين      | أحمد عيد - فتحي عبد الوهاب - أحمد رزق                              | |
| كرسي في الكلوب         | سامح الباجوري  | مدحت صالح - لوسي - صلاح عبد الله                                   | |
| كونشرتو في درب السعادة | أسماء البكري   | صلاح السعدني - نجلاء فتحي                                          | |
| لا مؤاخذة يا دعبس      | إسماعيل حسن    | أحمد آدم                                                           | |
| ليه خلتني أحبك         | ساندرا نشأت    | كريم عبد العزيز - منى زكي - حلا شيحة - أحمد حلمي                   | |
| هالو أمريكا            | نادر جلال      | عادل إمام - شرين                                                   | |